# Delahaye 25–30 CV
Der Delahaye 25–30 CV war eine Pkw-Modellreihe des französischen Automobilherstellers Delahaye. Dabei stand das CV für die Steuer-PS. Zu dieser Modellreihe gehörten: 
- Delahaye Type 13 (1903–1905)
- Delahaye Type 21 (1904–1909)
- Delahaye Type 26 (1904–1906)